# جون ميلتون غلوفر
جون ميلتون غلوفر (بالإنجليزية: John Milton Glover)‏ هو محامي وسياسي أمريكي، ولد في 23 يونيو 1852 في سانت لويس في الولايات المتحدة، وتوفي في 20 أكتوبر 1929 في بويبلو في الولايات المتحدة. حزبياً، نشط في الحزب الديمقراطي. وقد انتخب عضو مجلس النواب الأمريكي.